# Matylda von Ringelheim
Matylda von Ringelheim, święta Matylda, Matylda Westfalska (ur. ok. 895 w Enger w Westfalii, zm. 14 marca 968 w Kwedlinburgu) – żona króla Niemiec Henryka I Ptasznika, matka cesarza Ottona I i święta katolicka.

## Żywot świętej
Nasza wiedza o życiu Matyldy pochodzi głównie z Res Gestae Saxonicae Widukinda z Korbei oraz dwóch późniejszych żywotów świętych (vita antiquivor i vita posterior), napisanych odpowiednio ok. 974 i ok. 1003 roku.
Matylda była córką westfalskiego hrabiego Teodoryka (Dietricha) i jego żony Reinhildy. Jako młoda dziewczyna została wysłana do klasztoru w Herford pod opiekę swej babki, tamtejszej ksieni. Jej uroda i cnota zwróciły na nią uwagę księcia saskiego Ottona Znakomitego, który zaręczył Matyldę ze swoim synem, Henrykiem (876 - 2 lipca 936). Matką Henryka była Jadwiga, córka Henryka Frankońskiego.
Matylda i Henryk pobrali się w 909 r. i doczekali się razem trzech synów i dwóch córek:
- Jadwiga (ok. 910 - 10 maja 965), żona księcia Paryża Hugona Wielkiego, matka Hugona Kapeta
- Otton I Wielki (23 listopada 912 - 7 maja 973), cesarz rzymski
- Gerberga (ok. 913 - 5 maja 984), żona księcia Lotaryngii Giselberta i króla Franków Zachodnich Ludwika IV Zamorskiego, miała dzieci z obydwu małżeństw
- Henryk I (919/921 - 1 listopada 955), książę Bawarii
- Bruno (925 - 11 października 965), arcybiskup Kolonii i książę Lotaryngii

Henryk i Matylda tworzyli zgodne małżeństwo, a królowa oddała Henrykowi wiele usług zarówno w sprawach duchownych, jak i świeckich. Po śmierci męża w 936 r. Matylda pozostała na dworze swojego syna Ottona, dopóki doradcy syna nie oskarżyli jej o kradzież skarbów królewskich, które Matylda przeznaczyła na cele charytatywne. Po krótkim wygnaniu do westfalskiego klasztoru w Enger Matylda powróciła na dwór dzięki staraniom swojej synowej, królowej Edyty.
W 938 roku w sporze między synem Ottonem a zięciem Giselbetem stanęła po stronie tego ostatniego.
Matylda była chwalona za swoją pobożność i oddanie Bogu. Jej biograf zapisał, że potrafiła w środku nocy opuścić męża i udać się do kościoła na modlitwę. Matylda ufundowała wiele instytucji religijnych, m.in. kapitułę i opactwo w Kwedlinburgu, klasztory w Pöhlde, Nordhausen, Grone i Duderstadt.
W 962 r. towarzyszyła synowi w wyprawie do Rzymu po koronę cesarską. Po powrocie osiadła w klasztorze w Nordhausen. Pod koniec życia wróciła do Kwedlinburga. Tam zmarła w 968 r. i została pochowana w kościele św. Serwacego obok męża. Od roku 1539 kościół ten jest w ręku protestantów.

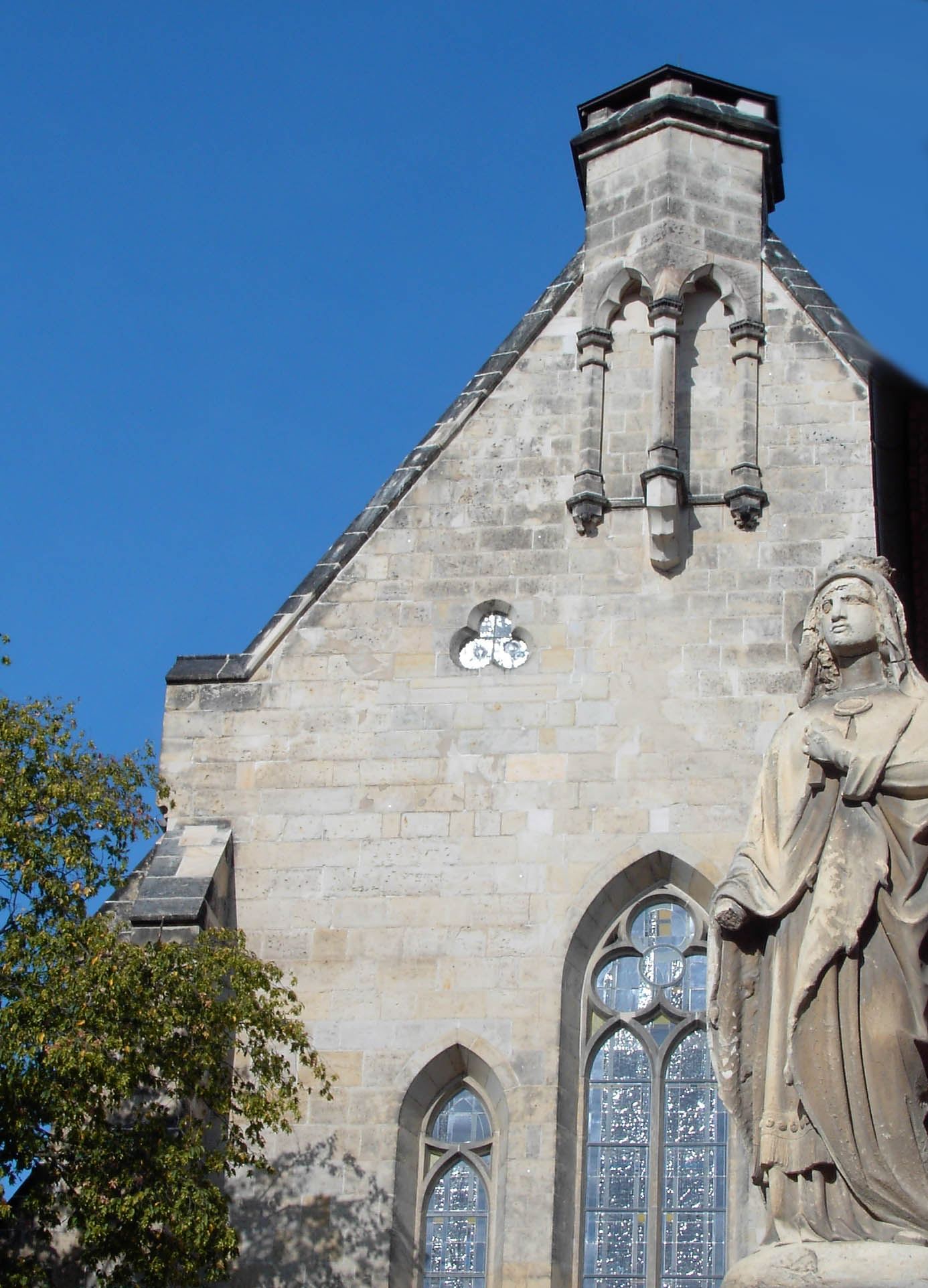
Kościół Świętej Matyldy w Kwedlinburgu

## Kult
Kult Matyldy królowej szerzył się głównie w Bawarii i Saksonii. Pierwsza świątynia pod jej wezwaniem powstała w 1858 roku. Pierwszy życiorys królowej ukazał się już w X wieku, a więc tuż po śmierci Świętej, drugi polecił napisać św. Henryk II, cesarz rzymski.
Jej wspomnienie liturgiczne w Kościele katolickim obchodzone jest 14 marca.